# Musa Ālī Terara
Musa Ālī Terara är en vulkan i Djibouti, på gränsen till Etiopien. Den ligger i den norra delen av landet, 130 km nordväst om huvudstaden Djibouti. Toppen på Musa Ālī Terara är 2 021 meter över havet.
Terrängen runt Musa Ālī Terara är kuperad åt sydost, men åt nordväst är den bergig. Musa Ālī Terara är den högsta punkten i trakten. Runt Musa Ālī Terara är det mycket glesbefolkat, med 7 invånare per kvadratkilometer. Det finns inga samhällen i närheten. Trakten runt Musa Ālī Terara är ofruktbar med lite eller ingen växtlighet.